# Marián Horský
 Marián Horský  (28. srpna 1945, Pribeník – 11. prosince 2020) byl slovenský generál, bývalý zástupce velitele Východního vojenského okruhu.

## Život
Roku 1966 ukončil Vyšší vojenské učiliště ve Vyškově na Moravě. Po jeho absolvování se stal vojákem z povolání, přičemž získal hodnost poručíka. Následně do roku 1976 vykonával vojenské velitelské funkce na úrovni čety, roty, praporu a pluku. V roce 1974 byl přemístěn z českých zemí na Slovensko.
Od roku 1976 až do roku 1978 absolvoval postgraduální interní studium na Vojenské akademii Antonína Zápotockého v Brně. Po jeho skončení byl ustanoven do funkce náčelníka štábu a od roku 1980 velel 63. motostřelecká pluku v Michalovcích. V roce 1982 byl ustanoven do funkce zástupce velitele 14. tankové divize v Prešově.
Od roku 1984 až do roku 1986 absolvoval studium na Vojenské akademii Generálního štábu v Moskvě. Po ukončení studia postupně vykonával funkce velitele 14. tankové divize, zástupce velitele Východního vojenského okruhu, náčelníka organizační zprávy hlavního štábu Velitelství Armády ČR a svou vojenskou kariéru ukončil roku 2002 ve Varšavě, kde působil na velvyslanectví ČR jako vojenský diplomat.
Je ženatý, otec dvou dětí.

## Místa vojenského působení
Uherské Hradiště, Vyškov, Stříbro, Trebišov, Brno, Michalovce, Prešov, Moskva, Trenčín, Bratislava, Varšava .

## Vyznamenání
- Československá medaile Za službu vlasti, 1975
- Medaile Za zásluhy o obranu vlasti, 1980
- Medaile Za upevňování bojového přátelství[1], 1982 (SSSR)
- Za zásluhy o ČSLA[2], I. stupeň, 1988
- Řád rudé hvězdy, 1989